# 片貝川
片貝川（かたかいがわ）は、富山県の主に魚津市を流れる二級河川。片貝川水系の本流である。水力発電、灌漑、上水道などに利用されている。
名前は「片峡」、つまり片側だけの峡谷という意味からなると言われる。

## 地理
富山県魚津市の南東にある毛勝三山の猫又山に源を発する。東又谷、南又谷、別又谷の水を集め北西に流れ、下流で 布施川と合流して富山湾へ注ぐ。河口は魚津市と黒部市の境界となっている。
水源となる2,000m級の山々からわずか27kmほどで海に流れ込む日本屈指の急流（平均勾配8.5％）の一つである。
富山県の七大河川（黒部川、片貝川、早月川、常願寺川、神通川、庄川、小矢部川）の一。
魚津市平沢及び三ヶ地内には片貝県定公園（2005年8月17日指定）がある。

## 支流
- 東又谷川
- 布施川
- 鴨川 - 鴨川水系。

## 河川施設
- 黒谷頭首工（富山県魚津市黒谷）

### 発電所
- 北陸電力　片貝谷水力発電所（富山県魚津市島尻（しまじり））
- 同第一水力発電所（平沢（ひらそ））
- 同第二水力発電所（奥平沢（おくびらそ））
- 同第三水力発電所（東又谷）
- 同第四水力発電所（南又谷）
- 同第五水力発電所（東又谷）

## 歴史
万葉集に「片貝の 川の瀬清く 行く水の 絶ゆることなく あり通ひ見む」（巻十七 4002）とある。（天平20年（748年） 大伴家持）　
流路は古くから洪水の度に変えてきており、本江村（現在の魚津市本江）より北に進み経田村（現在の魚津市経田地区）の海に入っていた時期もあった。現在の流路になったのは、1328年（嘉暦3年）に発生した大洪水によって独立河川だった布施川と河口付近で合流する流路になってからである。
かつて片貝川上流に県営の片貝川ダム（堤高146.0m、有効貯水容量23,100m2）の建設計画が片貝川総合開発計画の一環として存在し、1979年（昭和54年）から予備調査、1986年（昭和61年）より事業採択され実施計画調査が実施されていたが、1997年8月6日までに建設省（現・国土交通省）が休工を発表したことで、最終的には着工には至らなかった。

## 名所・観光
蛇石
上流には、蛇石という石がある。大きな岩が川の中にあり、蛇のような模様が見られる。伝説では三太という狩人が巨岩を抱いた龍を見つけ、金と銀の弾を撃つと息絶え、その恨みから大洪水が発生したという。片貝川で洪水が発生するとその祟りと恐れられ、干ばつ時にこの石を打ちたたくと雷雨を伴うという伝承もある。
洞杉
上流へ案内に従って林道を進むと毛勝三山が目前にせまり岩と急流と残雪のある南又谷に出て、そこに洞杉がある。立山杉と同一の系統に属するスギとみられている。樹齢は500年以上と推定されているが空洞を含むため正確には測定不能とされる。大きさは最大のものでは株立ちの幹周の合計が30.18メートルとの記録がある。
鈍滝
平沢地区にある3段の落差約30メートルの滝。
魚津埋没林
魚津埋没林博物館に展示されている埋没林は、この川の氾濫が杉林を埋め、海面上昇によって、海中に残っでできたものである。

## 主な橋梁
出典→
- 高木橋 - 富山県道132号三箇吉島線
- 鷲安橋 - 同上
- 小坂橋 - 同上
- 黒谷橋 - 同上
- 東城橋 - 魚津市道
- 東山橋 - 富山県道67号宇奈月大沢野線
- 片貝清流橋 - 富山県道67号宇奈月大沢野線
- 片貝川橋 - 北陸自動車道
- 天神橋 - 富山県道128号阿弥陀堂魚津停車場線
- 片貝大橋 - 富山県道126号福平経田線・富山県道150号魚津入善線
- 片貝橋 - 富山県道314号沓掛魚津線
- 有頼大橋 - 国道8号（入善黒部バイパス）
- 落合橋 - 富山県道2号魚津生地入善線

## ギャラリー

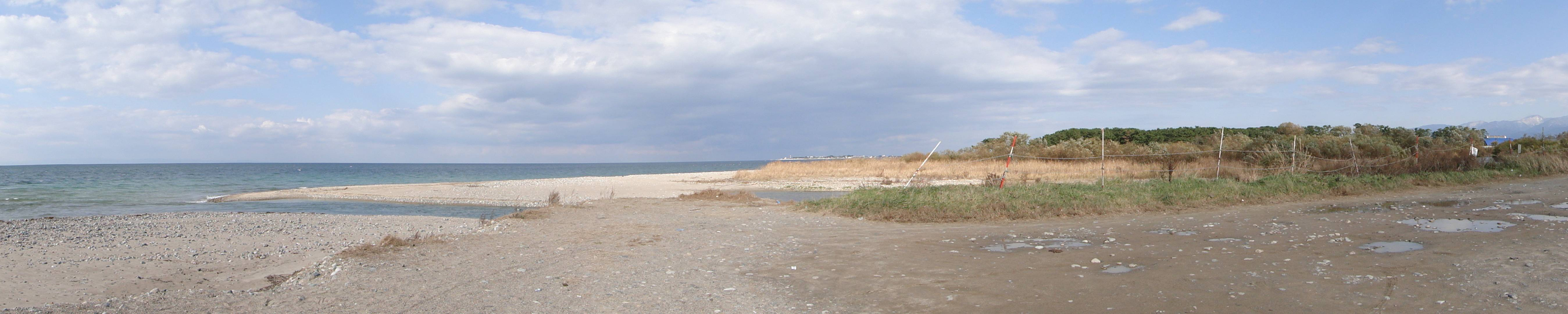
合流地点から片貝川河口、富山湾

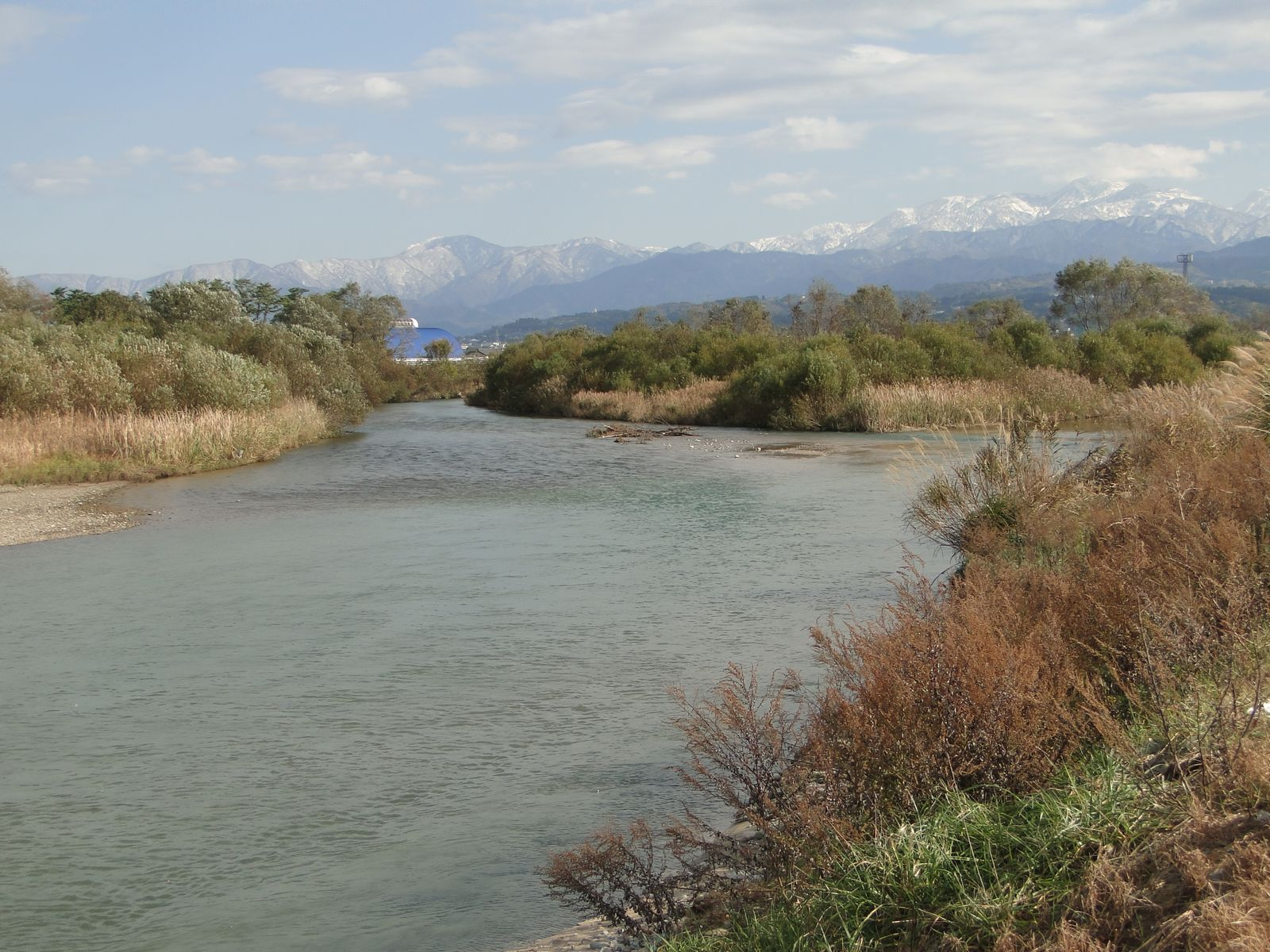
河口より100mほど上流に布施川が見える。
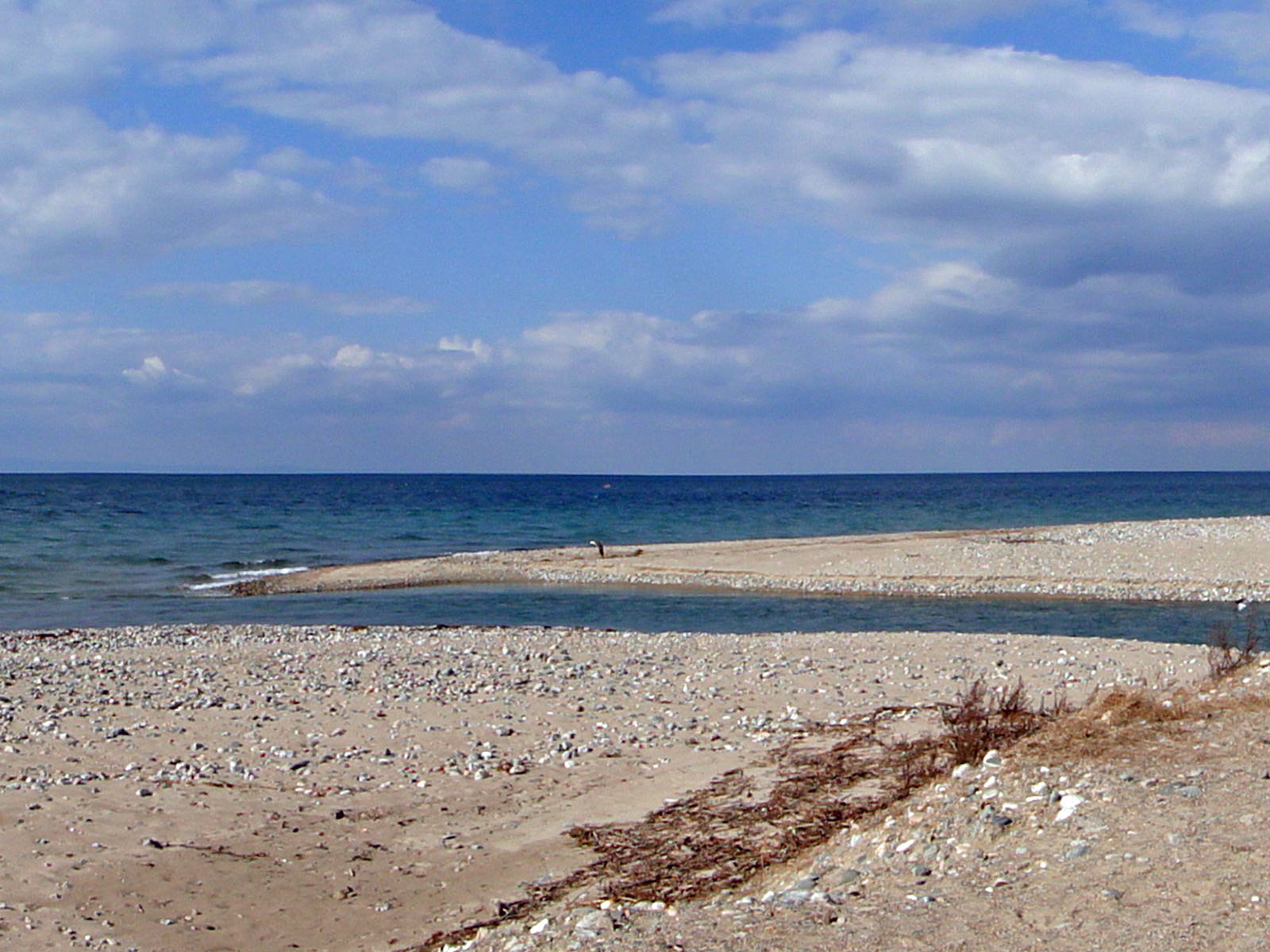
片貝川河口